# 天主教坎普斯教区
天主教坎普斯教區（拉丁語：Dioecesis Camposina），是巴西一個天主教教區，位於里約熱內盧州東北部，屬尼泰羅伊總教區。
教區成立於1922年12月4日，2004年有教友495,000人，佔總人口86.5%。有四十個堂區、司鐸七十人。現任教區主教為羅伯托·方濟·弗雷里亞·帕斯。